# Wim Van Eynde
Willem Van Eynde, detto Wim (Lier, 24 luglio 1960), è un ex ciclista su strada belga.
Professionista dal 1982 al 1993, vinse una edizione della Rund um Köln ed una Binche-Tournai-Binche. Ottenne i migliori risultati nelle corse in linea del Belgio; altri importanti piazzamenti furono il secondo posto alla Schaal Sels 1987, il terzo alla Ronde van Limburg 1988 e ancora terzo alla Freccia Vallone 1989 dietro a Claude Criquielion e Steven Rooks.

## Palmarès
- 1981 (dilettanti)

Omloop Het Volk
- 1982 (Hoonved, quattro vittorie)

Bruxelles-Opwijk
2ª tappa 1ª semitappa Ronde van de Kempen (Arendonk > Arendonk)
5ª tappa 1ª semitappa Ronde van de Kempen (Kasterlee, cronometro)
Classifica generale Tour de Bretagne
- 1987 (Lotto, una vittoria)

Binche-Tournai-Binche
- 1988 (Lotto, una vittoria)

Circuit du Brabant occidental
- 1989 (Lotto, una vittoria)

Nizza-Alassio
- 1992 (Varta, una vittoria)

3ª tappa Allied Banks Tour
- 1993 (La William, una vittoria)

Rund um Köln

### Altri successi
- 1981 (dilettanti)

Houtvenne
- 1982 (dilettanti)

Diegem
Deerlijk
Itegem
- 1983 (Aernoudt Meubelen)

Heist-op-den-Berg
- 1988 (Lotto)

Kermesse di Houtem-Vilvoorde

## Piazzamenti

### Grandi Giri
- Tour de France

1985: 93º
1986: 102º
1987: 126º
1990: 97º
- Vuelta a España

1983: ritirato

### Classiche monumento
- Milano-Sanremo

1985: 106º
1988: 86º
- Giro delle Fiandre

1987: 30º
1988: 78º
- Liegi-Bastogne-Liegi

1989: 98º
1990: 92º
1991: 85º
- Giro di Lombardia

1991: 43º